# البطولة الوطنية للرأس الأخضر 2005
البطولة الوطنية للرأس الأخضر 2005 (بالبرتغالية: Campeonato Cabo-Verdiano de Futebol de 2005) هو الموسم 26 من البطولة الوطنية للرأس الأخضر. كان عدد الأندية المشاركة فيه 12، وفاز فيه FC Derby ‏.